# Another sun
another sun（アナザー・サン）は森下玲可の7枚目のシングル。2012年にリテイクし、2013年3月6日に発売した8枚目のシングル「another sun 2012」についても記述する。

## 内容
カプコンから発売されたゲーム「ロックマンDASH 鋼の冒険心」主題歌。2012年は同ゲームのハードに移植する事にあたり、リテイクバージョンを発表し、配信限定で行ったが、翌年の2013年3月6日にシングル化され、インストも追加された。

## 収録曲
全曲　作詞：友利歩未　作曲：深田太郎
1. another sun
2. あなたの風が吹くから
3. another sun (inst.)

### another sun 2012
1. another sun 2012
2. あなたの風が吹くから～Your wind is blowing
3. another sun 2012 (inst.)
4. あなたの風が吹くから～Your wind is blowing (inst.)